# Myoxanthus octomerioides
Myoxanthus octomerioides är en orkidéart som först beskrevs av John Lindley, och fick sitt nu gällande namn av Carlyle August Luer. Myoxanthus octomerioides ingår i släktet Myoxanthus och familjen orkidéer. Inga underarter finns listade i Catalogue of Life.